# Gvido Birolla
Gvido Birolla je bil slovenski slikar, * 12. junij 1881, Trst, † 29. maj 1963, Ljubljana.
Rojen je bil očetu Italijanu in materi Slovenki v Trstu. Kmalu mu je umrl oče in ko mu je bilo tri leta se je skupaj z materjo in bratom preselil v Škofjo Loko, od koder je bila doma mati. 
Birolla je bil slikar akademskega kluba Vesna, ki so ga leta 1903 ustanovili v Ljubljani živeči umetniki Saša Šantel, Maksim Gaspari, Hinko Smrekar, Gvido Birolla in še nekateri drugi. Klub je svoje motive jemal iz ljudske folklore, Birolla pa je večino svojih motivov našel v beračih, potepuhih ter slikovitih pejsažih.